# Pierella rhea
Pierella rhea är en fjärilsart som beskrevs av Fabricius 1775. Pierella rhea ingår i släktet Pierella och familjen praktfjärilar. Inga underarter finns listade i Catalogue of Life.